# Grace Jackson
Grace Jackson-Small (Saint Ann, 14 de junho de 1961) é uma ex-atleta jamaicana, especialista em provas de velocidade. Foi medalha de prata nos 200 metros dos Jogos Olímpicos de Seul 1988. Participou também nas finais olímpicas de 100 e 200 metros em 1984 (5ª classificada em ambas as corridas), na final de 100 metros em 1988 (4ª classificada com 10,97 s, com vento anti-regulamentar) e na final de 200 metros em 1992 (6ª classificada). Competiu ainda nas finais de 4 × 100 m e de 4 × 400 m nos Jogos de Los Angeles 1984.

## Melhores marcas pessoais

### Outdoor
| Prova      | Data                   | Local               | Marca   |
| ---------- | ---------------------- | ------------------- | ------- |
| 100 metros | 15 de julho de 1988    | Kingston, Jamaica   | 11,08 s |
| 200 metros | 29 de setembro de 1988 | Seul, Coreia do Sul | 21,72 s |
| 400 metros | 10 de julho de 1988    | Nice, França        | 49,57 s |

### Indoor
| Prova      | Data               | Local              | Marca   |
| ---------- | ------------------ | ------------------ | ------- |
| 200 metros | 4 de março de 1989 | Budapeste, Hungria | 22,95 s |